# Caetano Alexandre de Almeida e Albuquerque

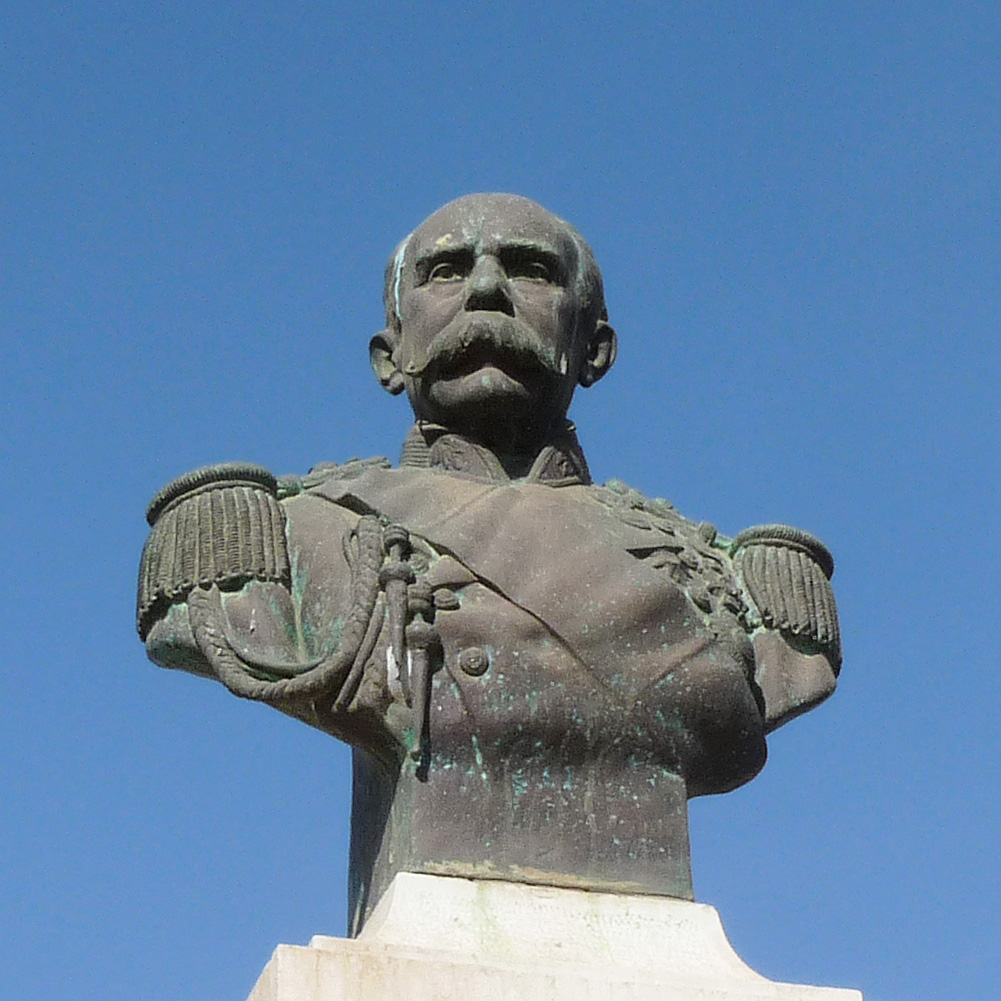
Standbild von Caetano Alexandre de Almeida e Albuquerque in Praia

Caetano Alexandre de Almeida e Albuquerque (* 15. April 1824 in Benfica, Lissabon; † 8. September 1916 in Lissabon) war ein portugiesischer Kolonialadministrator.

## Leben
Caetano Alexandre de Almeida e Albuquerque war Offizier und wurde am 11. Februar 1869 als Nachfolger von José Guedes de Carvalho e Meneses Gouverneur von Kap Verde. Er verblieb auf diesem Posten bis 1876 und wurde daraufhin von G. C. Lopes de Macedo abgelöst. Er selbst übernahm daraufhin von José Baptista de Andrade 1876 den Posten als Generalgouverneur von Angola und verblieb in dieser Funktion bis zu seiner Ablösung durch José Guedes de Carvalho e Meneses 1878.
Zuletzt löste Albuquerque am 3. Dezember 1878 einen aus mehreren Personen wie Aires de Ornelas e Vasconcelos und Francisco Xavier Soares da Veiga bestehenden Regierungsrat ab und wurde Generalgouverneur von Portugiesisch-Indien. Er übte diese Funktion bis zum 10. April 1882 aus und wurde dann von Carlos Eugénio Correia da Silva abgelöst.